# لشکر هجدهم پیاده‌نظام (ورماخت)
لشکر هجدهم پیاده‌نظام (به آلمانی: 18. Infanterie-Division) یکی از لشکرهای نیروی زمینی آلمان در دوره رایش سوم بود که در جنگ جهانی دوم به عملیات پرداخت.

## تاریخچه عملیاتی

### شوروی
در جریان عملیات بارباروسا، لشکر هجدهم پیاده‌نظام موتوریزه به عنوان بخشی از سپاه ۳۹ موتوریزه از گروه ارتش شمال، روز ۲۹ اوت سال ۱۹۴۱ کیریشی و لیوبان در جنوب لنینگراد را به تصرف خود درآورد تا آخرین خط آهن این شهر در معرض تهدید قرار گیرد.

## کتابشناسی
- Glantz, David (2001). Barbarossa: Hitler's Invasion of Russia 1941. Tempus Publishing Inc. ISBN 978-0-7524-1979-4.